# Hưng Nguyên (huyện)
Hưng Nguyên là một huyện đồng bằng tả ngạn sông Lam cũ nằm ở phía đông nam tỉnh Nghệ An, Việt Nam.
Sau đợt sắp xếp các đơn vị hành chính cấp xã, thực hiện chính quyền địa phương hai cấp, huyện Hưng Nguyên đã ngừng hoạt động và hiện nay, vùng đất huyện Hưng Nguyên tương ứng với khu vực các xã Hưng Nguyên, Hưng Nguyên Nam, Lam Thành và Yên Trung.

## Vị trí địa lý
Huyện Hưng Nguyên là một huyện đồng bằng tả ngạn sông Lam, nằm ở phía nam của tỉnh Nghệ An, có vị trí địa lý:
- Phía đông giáp thành phố Vinh và huyện Nghi Xuân, tỉnh Hà Tĩnh
- Phía tây giáp huyện Nam Đàn
- Phía nam giáp thị xã Hồng Lĩnh và huyện Đức Thọ thuộc tỉnh Hà Tĩnh
- Phía bắc giáp huyện Nghi Lộc.

Dân số năm 2009 là 114.210 người. 15% dân số theo đạo Thiên Chúa.
Theo thống kê năm 2019, huyện Hưng Nguyên có diện tích 159,20 km², dân số là 124.245 người, mật độ dân số đạt 780 người/km².

## Hành chính
Huyện Hưng Nguyên có 15 đơn vị hành chính cấp xã trực thuộc, bao gồm thị trấn Hưng Nguyên (huyện lỵ) và 14 xã: Châu Nhân, Hưng Đạo, Hưng Lĩnh, Hưng Nghĩa, Hưng Tây, Hưng Thành, Hưng Trung, Hưng Yên Bắc, Hưng Yên Nam, Long Xá, Phúc Lợi, Thịnh Mỹ, Thông Tân, Xuân Lam.

## Lịch sử
Từ thời Hùng Vương, cụ tổ Trần Văn Bảo khai sinh ra Hưng Nguyên là địa bàn cư ngụ của người Việt cổ. Năm 1469, vua Lê Thánh Tông đã ra chỉ dụ điều chỉnh lại bản đồ hành chính và tên huyện Hưng Nguyên chính thức ra đời từ đó.
Năm 1490, niên hiệu Hồng Đức thứ 21, đời vua Lê Thánh Tông, Hưng Nguyên là một huyện thuộc phủ Anh Đô, xứ Nghệ An. Sau đó xứ Nghệ An đổi thành trấn Nghệ An. Hưng Nguyên là lỵ sở của đạo Nghệ An qua các Triều đại Trần – Lê – Nguyễn suốt gần 300 năm.
Năm 1831, niên hiệu Minh Mệnh thứ 12, trấn Nghệ An tách thành 2 tỉnh Nghệ An và Hà Tĩnh: huyện Hưng Nguyên thuộc phủ Anh Đô, tỉnh Nghệ An.
Sau Cách mạng tháng Tám năm 1945, huyện Hưng Nguyên thuộc tỉnh Nghệ An. Huyện Hưng Nguyên khi đó gồm 27 xã: Hưng Châu, Hưng Chính, Hưng Đạo, Hưng Đông, Hưng Hòa, Hưng Khánh, Hưng Lam, Hưng Lĩnh, Hưng Lộc, Hưng Lợi, Hưng Long, Hưng Mỹ, Hưng Nhân, Hưng Phú, Hưng Phúc, Hưng Tân, Hưng Tây, Hưng Thái, Hưng Thắng, Hưng Thịnh, Hưng Thông, Hưng Tiến, Hưng Trung, Hưng Vĩnh, Hưng Xá, Hưng Xuân, Hưng Yên.
Ngày 26 tháng 12 năm 1970, 4 xã: Hưng Hòa, Hưng Lộc, Hưng Đông, Hưng Vĩnh và một phần xã Hưng Chính được sáp nhập vào thành phố Vinh.
Ngày 13 tháng 11 năm 1986, thành lập thị trấn Thái Lão (thị trấn huyện lỵ huyện Hưng Nguyên) trên cơ sở 99 ha diện tích tự nhiên với 290 nhân khẩu của xã Hưng Thái, 110 ha diện tích tự nhiên với 340 nhân khẩu của xã Hưng Đạo.
Sau nhiều lần chia tách, thay đổi địa giới hành chính, đến năm 1998, địa giới huyện Hưng Nguyên được xác lập như hiện nay (do sáp nhập thị trấn Thái Lão và xã Hưng Thái thành thị trấn Hưng Nguyên ngày 15 tháng 9 năm 1998).
Ngày 17 tháng 4 năm 2008, xã Hưng Chính; 174 ha diện tích tự nhiên và 3.043 người của xã Hưng Thịnh sáp nhập vào thành phố Vinh.
Ngày 9 tháng 2 năm 2009, chia xã Hưng Yên thành 2 xã: Hưng Yên Bắc và Hưng Yên Nam.
Ngày 17 tháng 12 năm 2019, Ủy ban Thường vụ Quốc hội ban hành Nghị quyết 831/NQ-UBTVQH14 về việc sắp xếp các đơn vị hành chính cấp xã thuộc tỉnh Nghệ An giai đoạn 2019–2021 (nghị quyết có hiệu lực từ ngày 1 tháng 1 năm 2020). Theo đó:
- Sáp nhập xã Hưng Xá và xã Hưng Long thành xã Long Xá
- Sáp nhập xã Hưng Lam và xã Hưng Xuân thành xã Xuân Lam
- Sáp nhập xã Hưng Phú và xã Hưng Khánh thành xã Hưng Thành
- Sáp nhập xã Hưng Nhân và xã Hưng Châu thành xã Châu Nhân
- Sáp nhập xã Hưng Tiến và xã Hưng Thắng thành xã Hưng Nghĩa.

Ngày 24 tháng 10 năm 2024, Ủy ban Thường vụ Quốc hội ban hành nghị quyết số 1243/NQ-UBTVQH15 về việc sắp xếp đơn vị hành chính cấp huyện, cấp xã của tỉnh Nghệ An giai đoạn 2023–2025 (nghị quyết này có hiệu lực thi hành từ ngày 1 tháng 12 năm 2024):
- Sáp nhập xã Hưng Thịnh và xã Hưng Mỹ thành xã Thịnh Mỹ
- Sáp nhập xã Hưng Thông và xã Hưng Tân thành xã Thông Tân
- Sáp nhập xã Hưng Phúc và xã Hưng Lợi thành xã Phúc Lợi.

Huyện Hưng Nguyên có 1 thị trấn và 14 xã như hiện nay.
Ngày 16 tháng 6 năm 2025, Quốc hội thông qua Luật Tổ chức chính quyền địa phương (sửa đổi) (Luật số 72/2025/QH15) gồm 07 chương, 54 điều. Luật có hiệu lực thi hành kể từ ngày Quốc hội thông qua 16/6/2025  . Theo đó, xác lập ĐVHC và mô hình tổ chức chính quyền địa phương 02 cấp.
Ngày 1 tháng 7 năm 2025, kết thúc hoạt động của huyện Hưng Nguyên.

## Kinh tế – xã hội

### Xã hội
Tính đến tháng 8 năm 2021, toàn huyện Hưng Nguyên đã có trên 125.000 dân.

#### Giáo dục
Huyện Hưng Nguyên hiện nay có các trường:
- Mỗi xã thường có 1 trường Trung học cơ sở (trừ có bốn trường Thông – Tân – Tiến Thắng sáp nhập thành trường Trung học cơ sở Nguyễn Thị Minh Khai) và 1 trường tiểu học, riêng thị trấn Hưng Nguyên có 1 trường THCS chất lượng cao mang tên Lê Hồng Phong (trường Năng Khiếu) đã có rất nhiều học sinh xuất sắc luôn đạt danh hiệu học sinh giỏi huyện hoặc tỉnh.
- Trường THPT Lê Hồng Phong: xã Thông Tân
- Trường THPT Thái Lão: thị trấn Hưng Nguyên
- Trường THPT Nguyễn Trường Tộ: xã Hưng Trung
- Trường THPT Phạm Hồng Thái: xã Châu Nhân
- Trường THPT Đinh Bạt Tụy, xã Thông Tân.

Ngoài ra có trung tâm giáo dục thường xuyên, trung tâm dạy nghề.

## Văn hóa – Du lịch

### Di tích
- Thị trấn Hưng Nguyên (TT. Thái Lão cũ), cách thành phố Vinh khoảng 5 km về phía Tây, một trong những nơi diễn ra cuộc khởi nghĩa Xô viết Nghệ Tĩnh, cũng là nơi nhiều người tham gia cuộc khởi nghĩa này bị quân Pháp sát hại, hiện vẫn còn nghĩa trang và đài kỷ niệm chính thức, bảo tàng của Xô viết Nghệ Tĩnh.
- Đền Ông Hoàng Mười: nằm ở xã Thịnh Mỹ, là đền thờ chính thờ Ông Hoàng Mười, được biết đến là một trong những ngôi đền linh thiêng nổi tiếng của xứ Nghệ.
- Đền Thanh Liệt - di tích lịch sử Nghệ thuật quốc gia với Lễ hội độc đáo, giàu bản sắc.
- Bảo tàng Xứ ủy Trung Kỳ: tại xã Châu Nhân (Hưng Châu cũ), huyện Hưng Nguyên.

- Đài Liệt sĩ Thái Lão: Di tích lịch sử ghi dấu cuộc đấu tranh anh dũng của quân và dân Hưng Nguyên trong phong trào Xô viết Nghệ Tĩnh, cách thành phố Vinh 5km về phía Tây, gần quốc lộ 46.
- Đền Làng Rào: Ngôi đền linh thiêng tại xã Hưng Đạo, được xây dựng từ thời Lê Thần Tông (1624), thờ các vị phúc thần và là nơi tổ chức lễ hội truyền thống.
- Bến đò Cố Xin: Di tích lịch sử cấp tỉnh, nơi ghi dấu nhiều sự kiện lịch sử quan trọng và tinh thần đấu tranh bất khuất của quân và dân xã Xuân Lam, tiêu biểu là Cố Xin – Lưu Văn Khuồi.
- Khu Lưu niệm Tổng Bí thư Lê Hồng Phong: Điểm tham quan quan trọng, kết nối với các tour du lịch Hưng Nguyên.

### Danh thắng
Núi Lam Thành, đền vua Lê, nơi thờ bà Phạm Thị Ngọc Trần.

## Danh nhân nổi bật
- Nguyễn Trường Tộ: nhà canh tân
- Lê Hồng Phong: nhà cách mạng
- Phạm Hồng Thái: liệt sĩ cách mạng
- Lê Thiết Hùng: tướng lĩnh đầu tiên
- Đinh Bạt Tụy ở thôn Bùi Ngoạ, xã Hưng Trung đậu "nhất giáp đệ nhất giáp chế khoa xuất thân" kỳ thi đình năm 1554 (bia số 15 tại Văn Miếu-Quốc Tử Giám).
- Phạm Hồng Sơn: Trung tướng Quân đội Nhân dân Việt Nam
- Phạm Văn Quyến: Cầu thủ bóng đá
- Châu Khải Phong: Ca sĩ

## Giao thông
- Ga Yên Xuân tại xã Xuân Lam cách ga Vinh 11 km về phía đông bắc.
- Quốc lộ 46 nối vào Quốc lộ 1 tại thị trấn Hưng Nguyên.
- Phía tây và nam huyện được bao bọc bởi đường đê sông Lam và nối vào quốc lộ 1 ở phía đông gần cầu Bến Thủy.
- Đây cũng là địa phương có tuyến Đường cao tốc Diễn Châu – Bãi Vọt đi qua.